# Tucupita
Tucupita este capitala statului Delta Amacuro, un oraș din Venezuela, cu peste 72.856 locuitori, fondat în 1848.  